# Erateina subtristata
Erateina subtristata là một loài bướm đêm trong họ Geometridae.